# 诺让勒费
诺让勒费（法語：Nogent-le-Phaye，法語發音：[nɔʒɑ̃ lə fɛ]）是法国厄尔-卢瓦省的一个市镇，位于该省东部，属于沙特尔区和沙特尔城市圈公共社区。

## 地理
诺让勒费（48°26'49"N, 1°34'35"E）面积15.01 平方千米，位于法国中央-卢瓦尔河谷大区厄尔-卢瓦省，该省份为法国北部内陆省份，北起顺时针与厄尔省、伊夫林省、埃松省、卢瓦雷省、卢瓦-谢尔省、萨尔特省和奧恩省接壤。
与诺让勒费接壤的市镇（或旧市镇、城区）包括：加维尔-瓦塞姆、苏尔、沙特尔、科尔坦维尔、热兰维尔。
诺让勒费的时区为UTC+01:00、UTC+02:00（夏令时）。

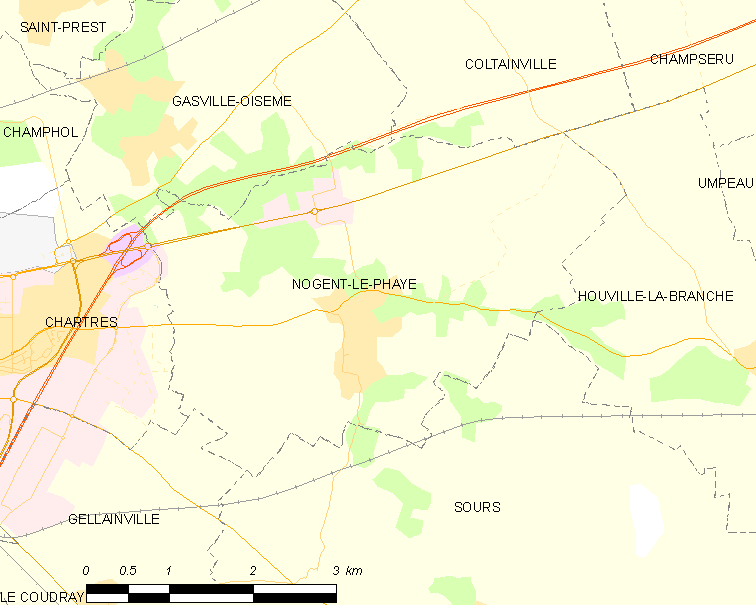
诺让勒费的OSM定位图

## 行政
诺让勒费的邮政编码为28630，INSEE市镇编码为28278。

## 政治
诺让勒费所属的省级选区为沙特尔第二县。

## 交通
厄尔-卢瓦省省道D24线、D136线、D339.19线和D910线等经过诺让勒费境内。

## 人口

1962-2008年间诺让勒费人口变化图示

诺让勒费于2022年1月1日时的人口数量为1463人。